# Down (Fifth Harmony)
Down is een nummer van de Amerikaanse meidengroep Fifth Harmony uit 2017, in samenwerking met de Amerikaanse rapper Gucci Mane. Het is de eerste single van het titelloze derde studioalbum van Fifth Harmony.

## Achtergrondinformatie
"Down" was het eerste Fifth Harmony-nummer zonder Camila Cabello, die de groep in 2016 verliet. Hoewel het nummer vanuit een romantisch perspectief is geschreven, is "Down" geïnspireerd door de band die de groepsleden met elkaar hebben, en de tegenslagen die ze samen en individueel hebben doorstaan. 
Het nummer, dat door critici vergeleken werd met Work from Home, werd in een aantal landen een klein hitje. Zo bereikte het de 42e positie in de Amerikaanse Billboard Hot 100. In Nederland bereikte de plaat de 16e positie in de Tipparade, en in Vlaanderen de 22e positie in de Tipparade.

## Tracklijst
- Muziekdownload

1. "Down" - 2:44